# Ben Brown (Kanute)
Benjamin „Ben“ Brown (* 13. März 1986 in London) ist ein mehrfacher, britischer Weltmeister im Kanusport, Filmemacher und Videoblogger.

## Karriere

### Kayak
Im Alter von acht Jahren gaben ihm seine Eltern 1994 sein erstes Kayak und schickten ihn in den örtlichen Club (Elmbridge CC). Ben Brown war zehn Jahre lang Mitglied des britischen Flatwater-Kayaking-Teams und gewann 2003 seinen ersten Weltmeistertitel bei den Junioren. Im Jahr 2006 gelang es ihm, mit seinem Trainingspartner im Doppel die nationalen Meisterschaften zu gewinnen. Drei Jahre später gewann er ebenfalls im Doppel in der Disziplin Marathon seinen zweiten nationalen Titel. Im Jahr 2010 gewann Ben Brown zwei Weltmeistertitel im Kanumarathon.

#### Sportliche Erfolge
- 2003 – Junior Marathon World Champion
- 2006 – Double National Marathon Champion
- 2006 – 4th Senior Marathon World Championships
- 2007 – 9th Sprint World Championships
- 2008 – 8th Sprint European Championships
- 2009 – Double National Marathon Champion
- 2009 – 2nd Marathon World Championships
- 2010 – National Marathon Champion
- 2010 – Marathon World Cup Overall Winner
- 2010 – Marathon World Champion

### YouTube
Am 28. März 2008 veröffentlichte der Brite das erste Video auf seinem Kanal. Seither zählt der Kanal mehr als 110 Millionen Aufrufe. Mittlerweile pausiert Brown mit dem Kanusport, reist um die Welt und produziert dabei hauptberuflich Videos für seinen Kanal und sein Unternehmen. Während er sich bei der GS Trophy in Thailand aufhielt erreichte sein Kanal 500'000 Abonnenten. Besonderes Aufsehen erlangte Brown durch seine Videoserie 'Visual Vibes'. Visual Vibes besteht aus einer Reihe von einer Art Best-Of-Clips, die er bei seinen Abenteuern aufzeichnet.